# Antonio José Restrepo
Antonio José Restrepo Trujillo (Concordia, 19 de marzo de 1855-Barcelona, 1 de marzo de 1933), llamado también Ñito Restrepo, fue un escritor, jurisconsulto, historiador y economista colombiano; así mismo, uno de los connotados oradores del Partido Liberal.

## Biografía
Antonio Restrepo nació en Concordia, el 19 de marzo de 1855. Fue abogado de profesión, y llegó a desarrollar un gran número de actividades en campos muy diversos de agregación de valor social. Fue miembro del Partido Liberal Colombiano y profesor universitario de Ciencia Constitucional de la Universidad Republicana, hoy Universidad Libre (Colombia). Ejerció como representante a la Asamblea de Antioquia y al Congreso de Colombia, procurador general de la nación y de Antioquia.
Cuando en 1925 se dio un debate sobre una ley para el ejercicio de la pena de muerte, Restrepo señaló que la fuerza de esa ley excusaría a los burgueses, terratenientes, comerciantes e industriales pero caería con todo su rigor sobre la gente pobre, y acuñó la célebre frase: “El código penal es un perro bravo que no muerde sino a los de ruana.” Lo cual fascinó a la multitud que lo escuchaba y su contrincante el poeta Guillermo Valencia lo felicitaría por su estilo gallardo y castizo.
Murió en Barcelona, España, el 1 de marzo de 1933. Sus restos reposan en el Cementerio Central de Bogotá a donde fueron trasladados según lo dispuesto por del presidente Eduardo Santos.

## Obras y publicaciones
- Miembro de las Academias de Historia de Bogotá y de Medellín
- Miembro de la Academia Colombiana de Jurisprudencia
- Fundador de los periódicos La Lechuza, El Estado, La Religión, La República y El Heraldo, entre otros.
- Candelario Obeso (1886)
- Los capuchinos de Caroni (1887)
- Elegía en la muerte del doctor José Vicente Uribe Restrepo (1890)
- Manuel Ancizar (188?)
- Fuego graneado (1903)
- La cuestión de la moneda en Colombia y especialmente en Nariño (1916)
- Moneda oro, plata y billete (1917)
- El moderno imperialista, proteccionismo y libre cambio (1919)
- Contra el cáncer de la usura (1923)
- Cancionero de Antioquia (1929)
- Prosas medulares (1929)
- Sombras chinescas (1947)
- Ají pique (1954)
- Recuerdos sobre Medellín.

## Homenajes
El municipio de Titiribí, Antioquia, le nombró su hijo adoptivo y el parque principal de dicha población lleva su nombre, lo mismo la Casa de la Cultura de esa localidad, para evocar al insigne intelectual colombiano, famoso por su capacidad de participar en los concursos de trovas, las coplas propias de la región, en las que competía con el afamado trovero Salvo Ruiz, en los famosos tiempos de la mina del Zancudo, donde también sirviera como ingeniero el insigne poeta colombiano, León de Greiff. También, en el municipio de Titiribí, hay un corregimiento que lleva el nombre del jurisconsulto de la vecina Concordia, allá en el Suroeste antioqueño.
En el Cementerio Libre de Circasia uno de los pilares de un arco tiene una placa conmemorativa en su honor y adjudicado al departamento de Caldas.